# LiLi
LiLi（リリ）は、日本の3人組J-POPバンド。2004年結成。現在は長期活動休止中。メンバーは、Miyuki（ボーカル）・Jiro（ギター）・Hajime（キーボード）の3名。ベース、ドラムはサポートメンバーが入っている。

## 来歴

### 2004年 - 2007年
2004年の結成以来、横浜 7th AVENUEを中心として主に横浜でのライブ活動を続ける。2005年に初のミニアルバム『Link』をリリース。
2007年には2月3日よりアール・エフ・ラジオ日本の番組『ガイジンさん大指摘!爆笑 日本人の急所!!』（毎週土曜日/22:00－23:00）のエンディングテーマに「Hey my friendz」が選出される。

### 2008年
1月16日よりDAMシリーズに1st mini Album『Link』に収録されている「手紙」がカラオケ配信開始。
3月3日に、1st full Album『LiLi's Cafe』リリース。3月19日よりDAMシリーズに1st full Album 『LiLi's Cafe』に収録されている「あなたのうた」がカラオケ配信開始。
4月分キャンシステム月間お問い合わせチャート6位に「あなたのうた」がランクイン。
12月、初のワンマンライブ「LiLi's Cafe Befor Xmas」を開催。

### 2009年
2月、5周年記念ライブを関内7th AVENUEにて行う。
10月、エフエム戸塚よりレギュラー番組「LiLiのLink with entertainment」放送開始！
11月、「LiLiワンマンライブ at ランドマークホール 〜Link with U〜 LiLi色に染まる日」開催。チケットSold outで大成功に納める

### 2010年
2月27日の関内7th AVENUEでの6周年記念ワンマンライブ。
7月7日、2nd mini Album 「Garden」発売。

### 2011年 - 2012年
3rd mini Album「Style」を発売（収録曲「シアワセ」はFMヨコハマ「YOKOHAMA TOP30」で4週連続ランクイン）。
9月には初のSingle「旅人/step by step」を発売（収録曲「旅人」はFMヨコハマ「YOKOHAMA TOP30」で4週連続ランクイン）。
10月よりFMヨコハマにてレギュラー番組「Link with U」を放送開始。
11月19日、横浜BLITZにてワンマンライブを成功させた。
2012年2月26日、関内7th AVENUEにてLiLi8周年記念ワンマンライブ開催。

## ディスコグラフィー

### シングル
- 旅人 / step by step（2011年9月21日 / LILI-0005）

1. 旅人
2. step by step

### ミニアルバム
- Link（2005年10月21日 / YRBM-4580）

1. little my baby
2. miss...
3. #0829
4. To→You
5. 手紙

- Garden（2010年7月7日発売 / LILI-0003）

1. Story
2. キセキ
3. そして陽が昇る
4. もう一度
5. 家族そして僕

### フルアルバム
- LiLi's Cafe（2008年3月3日 / YRBM-0129）

1. Intro
2. light
3. あなたのうた
4. チョコクランチ〜いちご味〜
5. Step Together
6. 君がいるから僕はここにいる
7. Hey my friendz
8. エンジェルスノウ
9. you feel me
10. 日本大通り
11. 鏡
12. BIRTHDAY

### コンピレーションアルバム
- YOKOHAMA MUSIC AWARD〜ヨコハマアップカマーVol.1〜（2006年10月25日/YYCF-111）

『Link』収録曲「手紙」が収録される。